# Хирик, Марк
Марк Иосифович Хи́рик (также известный как Марк Лаве́рн, ивр. מרדכי חיריק‎, фр. Marc Chirik — Марк Шири́к, исп. Marc Chirik — Хи́рик; 13 мая 1907, Кишинёв, Бессарабская губерния — 20 декабря 1990, Париж) — деятель левокоммунистического движения во Франции и Венесуэле (1952—1968), один из непосредственных участников создания самой крупной мировой левокоммунистической организации — Интернационального коммунистического течения. Публиковался под инициалами M.C., M., Marco, Juan и другими.

## Биография
Марк (Мордехай) Иосифович Хирик родился 13 мая (по старому стилю) 1907 года в Кишинёве, был младшим ребёнком в многодетной раввинской семье. Его родители, Иосиф Зельманович Хирик (1871—?, родом из Каменец-Подольска) и Ципа Мордковна Штейнпрес (1877—?, родом из Хмельника), сочетались браком в 1896 году в Кишинёве. В 1919 году вся семья Хириков через Константинополь и Бейрут эмигрировала в подмандатную Палестину. С 1921 года вместе со старшими братьями и сестрой принимал участие в работе социалистической группы Мифлегет поалим социалим (ставшей ядром организованной двумя годами позже Коммунистической партии Палестины), но был исключён из неё за несогласие с позицией Коминтерна по национальному вопросу. В 1924 году эмигрировал с братьями во Францию, где вступил во французскую компартию, из которой был исключён вместе с Левой оппозицией.
В 1938 году входит в Итальянскую фракцию Интернациональной коммунистической левой. Во время Второй мировой войны он присоединяется к Французской фракции интернациональных левых коммунистов, созданной в 1944 году и близкой к Амадео Бордиге. Однако в мае 1945 года он откололся от бордигистской тенденции, выступив против решения конференции Итальянской фракции распустить организацию и вступить в недавно сформированную Partito Comunista Internazionalista (Интернационалистическую коммунистическую партию). Разойдясь с бордигистами, он продолжил социальную борьбу в рамках организации Левых коммунистов Франции.
В 1952 году, после прекращения существования Левых коммунистов Франции, Марк Хирик эмигрирует в Венесуэлу. Там он продолжает революционную деятельность и принимает участие в создании группы «Интернационализм». В 1968-м возвращается во Францию и создает вместе с некоторыми венесуэльскими товарищами французскую группу «Интернациональная революция». Образованная во Франции левокоммунистическая группа систематически пытается после бурных событий 1968 года создать интернациональную организацию.
В январе 1975 года венесуэльская группа «Интернационализм», французская группа «Интернациональная революция», великобританская «Мировая революция», американская «Интернационализм», испанская «Пролетарское действие» и итальянская «Интернациональная революция» основывают Интернациональное коммунистическое течение (ИКТ). Марк Хирик принял деятельное участие в создании ИКТ и до самой смерти в 1990 году оставался видным активистом этой революционно-коммунистической организации.
Марк Хирик является одним из героев романа «Планета без визы», написанного французским писателем Жаном Малаке (с которым он состоял в многолетней переписке).